# Julie Ditty
Julie Ditty (Atlanta, Georgia, 1979. január 4. – Ashland, 2021. augusztus 31.) amerikai teniszezőnő.
2002-ben kezdte profi pályafutását, kilenc egyéni és huszonöt páros ITF-tornát nyert meg. Legjobb egyéni világranglista-helyezése nyolcvankilencedik volt, ezt 2008 márciusában érte el.

## Év végi világranglista-helyezései
| Év       | 2000 | 2001 | 2002 | 2003 | 2004 | 2005 | 2006 | 2007 | 2008 |
| Helyezés | 803. | 659. | 421. | 281. | 266. | 253. | 297. | 93.  | 120. |